# Régiment de La Fère (1661)
Pour les articles homonymes, voir Régiment de La Fère (homonymie).
Le régiment de La Fère est un régiment d’infanterie du royaume de France créé en 1654 sous le nom de régiment de Mazarin-Français, devenu sous la Révolution le 52e régiment d'infanterie de ligne.

## Création et différentes dénominations
- 21 octobre 1654 : création du régiment de Mazarin-Français
- 1661 : renommé régiment de La Fère
- 1er janvier 1791 : renommé 52e régiment d'infanterie de ligne
- 24 avril 1794 : le 2e bataillon est amalgamé dans la 104e demi-brigade de première formation
- 1795 : le 1er bataillon est amalgamé dans la 103e demi-brigade de première formation

## Colonels et mestres de camp
- 21 octobre 1654 : Jacob Blanquet de La Haye
- 21 juillet 1677 : François Joseph de Blanchefort, marquis de Créqui
- 6 mai 1680 : René Armand du Mottier, marquis de La Fayette, brigadier le 30 mars 1693, † 12 août 1694
- 17 septembre 1694 : François Morel de La Motte, chevalier de Gennes, brigadier le 29 janvier 1702, † mai 1703
- mai 1703 : N., comte Desmarets[note 1],[note 2].
- 6 août 1704 : Louis Desmoulins, marquis de Lisle, brigadier le 2 juillet 1710, maréchal de camp le 22 décembre 1731, † 29 juin 1734
- 27 décembre 1731 : Jean Jacques Desmoulins, chevalier de Lisle
- 31 mai 1734 : Joachim Louis de Montaigut, marquis de Bouzols, brigadier le 20 février 1743, maréchal de camp le 25 juillet 1745, † 29 avril 1747
- 12 mai 1743 : François Louis de Salignac, marquis de Fénelon
- 10 février 1759 : Christophe, marquis de Beaumont, brigadier le 29 février 1768
- 4 août 1771 : Joseph Louis, vicomte de Saint-Chamans
- 3 août 1785 : Jacques Henri Sébastien César de Moreton, comte de Chabrillant
- 19 octobre 1788 : François Raymond, comte de Boyer
- 25 juillet 1791 : Alphonse Louis Bernard de Rey de Noinville
- 21 octobre 1791 : Don Gratio Rossi
- 30 avril 1793 : Antoine-Joseph de Sailly

## Historique des garnisons, combats et batailles
- 15 décembre 1650 : Bataille de Rethel

- 1710 : Marsal

- 1753 : Bitche

Lors de la réorganisation des corps d'infanterie français de 1762, le régiment conserve ses deux bataillons. 
L'ordonnance arrête également l'habillement et l'équipement du régiment comme suit
Habit, collet, veste, culotte blancs, parements et revers rouges, pattes ordinaires garnies de trois boutons, autant sur la manche, quatre au revers et quatre au-dessous : boutons blancs et plats, avec le no 35. Chapeau bordé d'argent. 
Le 52e régiment d’infanterie de ligne a fait les campagnes de 1792 à 1794 en Corse.

## Drapeaux
3 drapeaux dont un blanc colonel, et 2 d’ordonnance, « jaunes, rouges, bleux & violets par opposition, & croix blanches ».

Drapeaux d’ordonnance
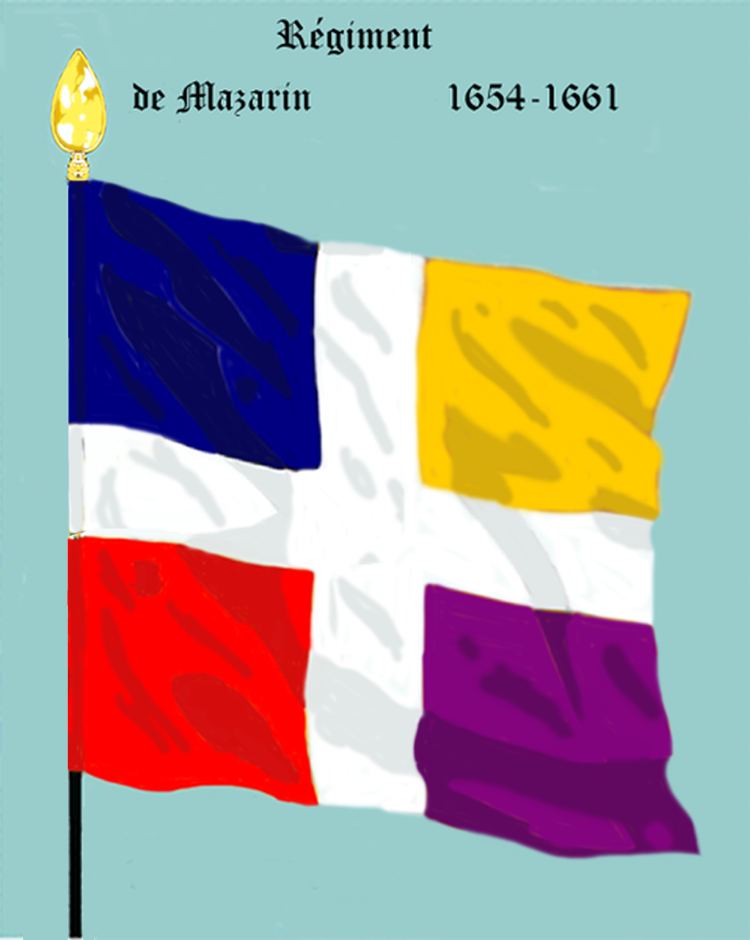
régiment de Mazarin de 1654 à 1661
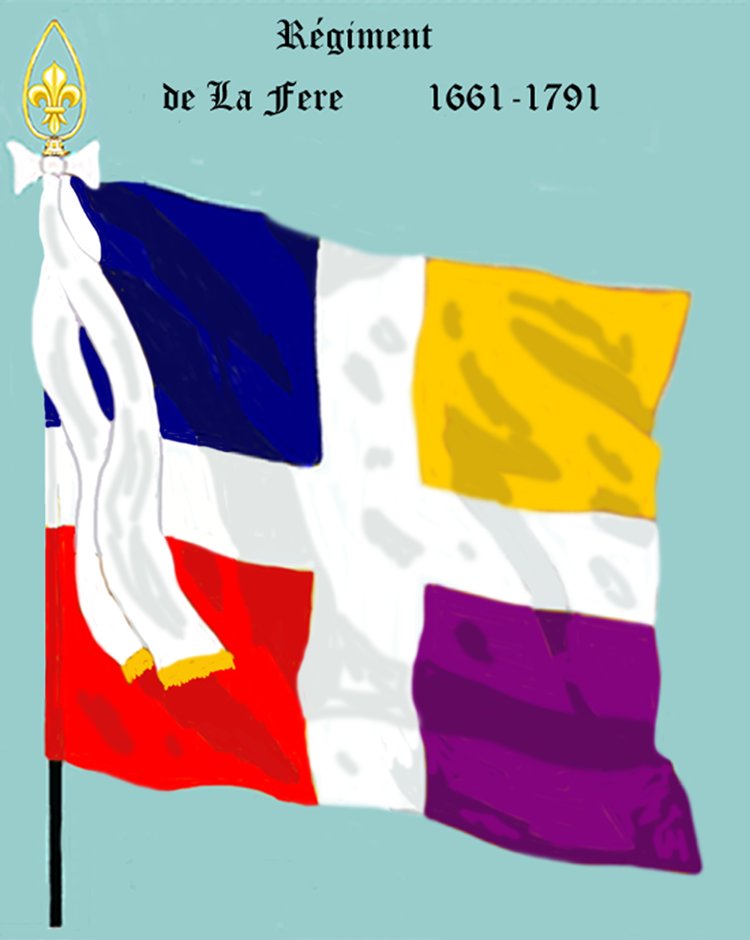
régiment de La Fère de 1661 à 1791

## Habillement

Uniformes
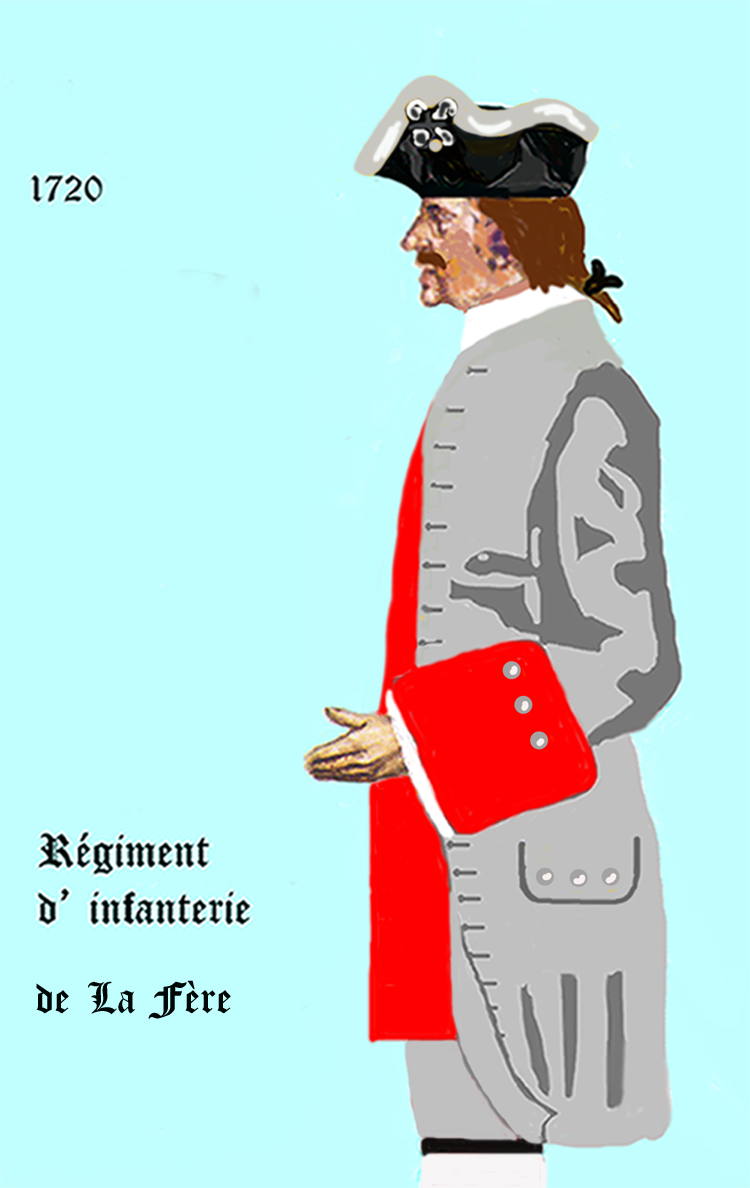
régiment de La Fère de 1720 à 1734
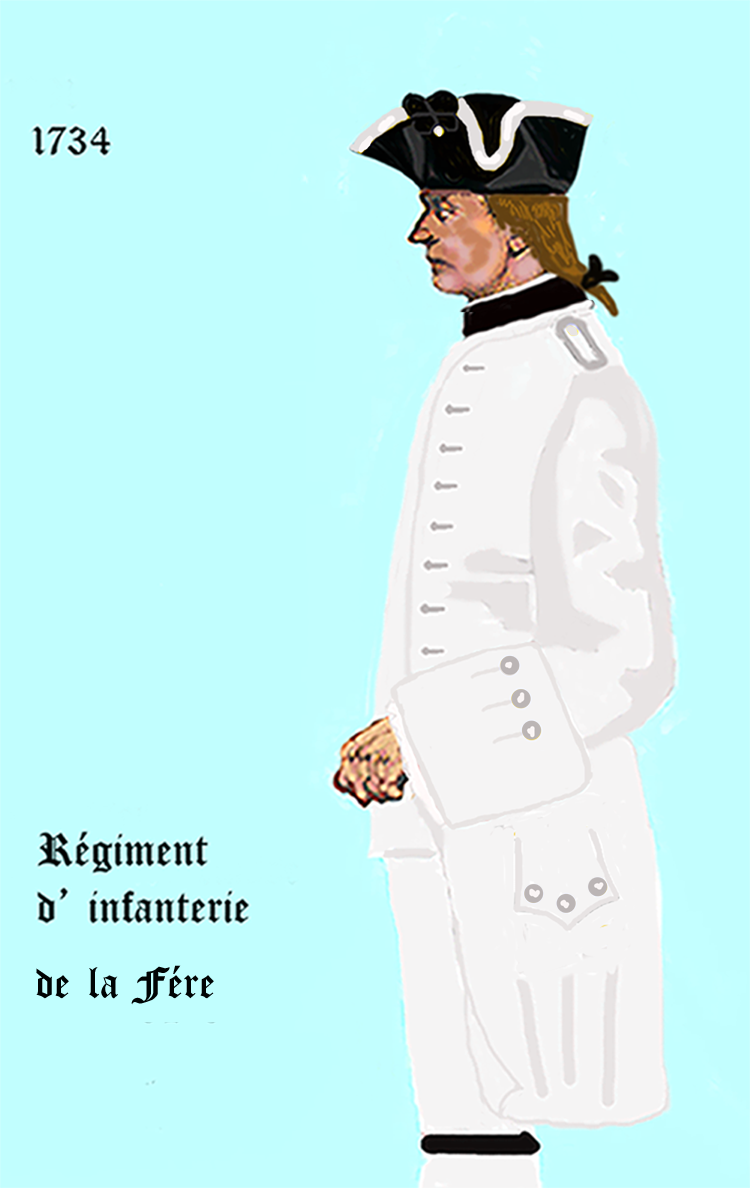
régiment de La Fère de 1734 à 1740
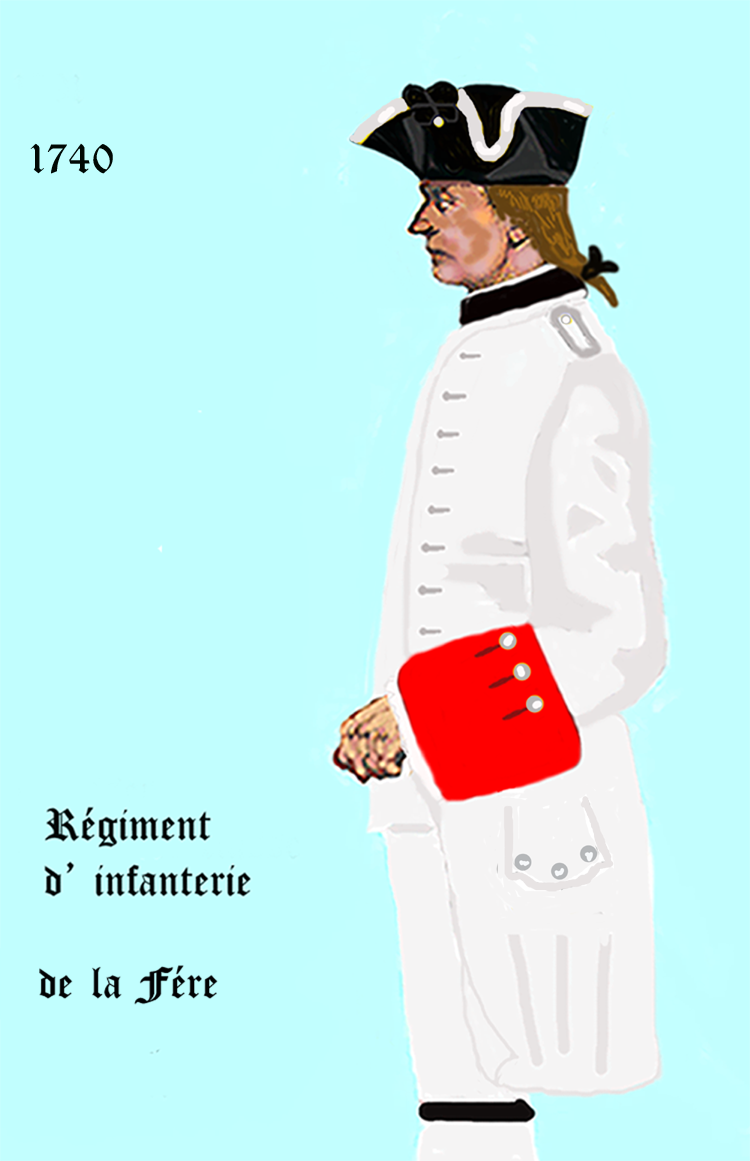
régiment de La Fère de 1740 à 1762
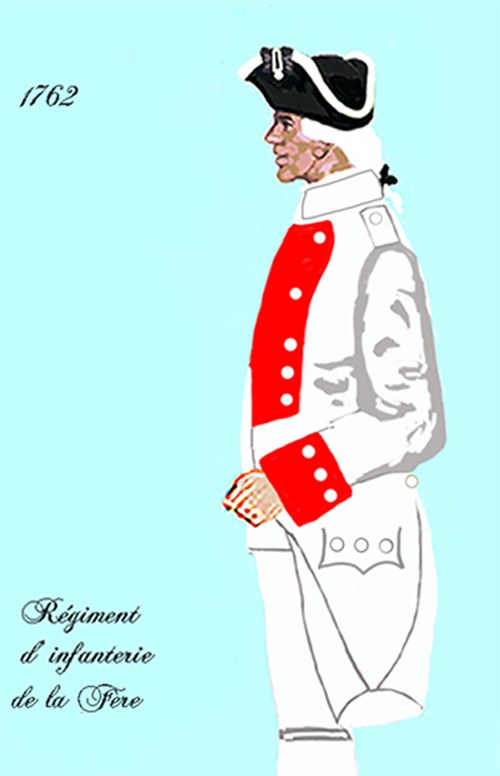
régiment de La Fère de 1762 à 1776

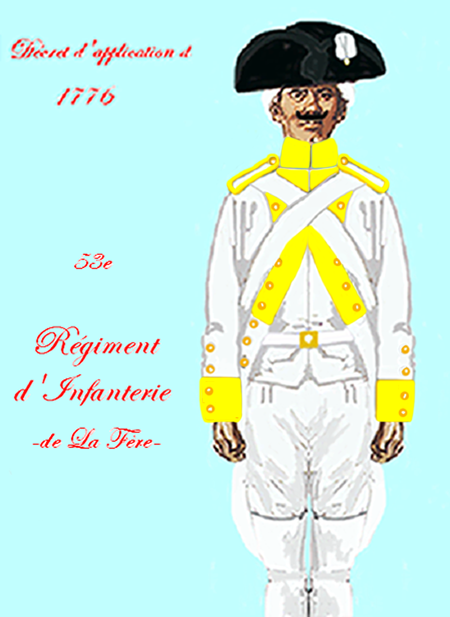
régiment de La Fère de 1776 à 1779
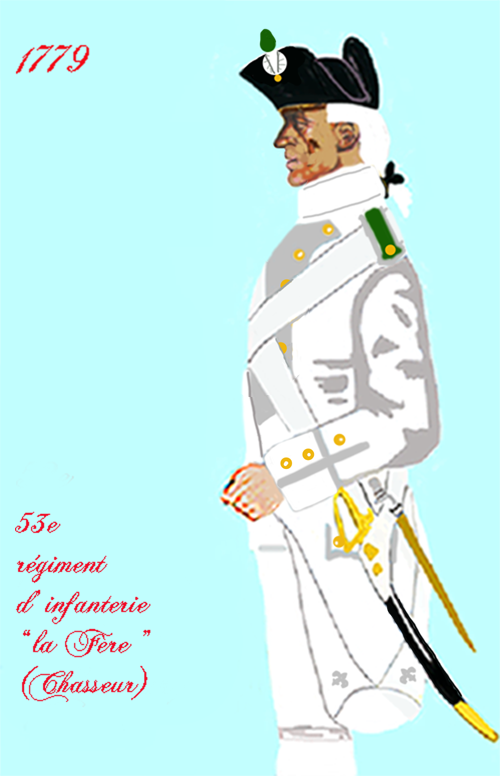
régiment de La Fère de 1779 à 1791
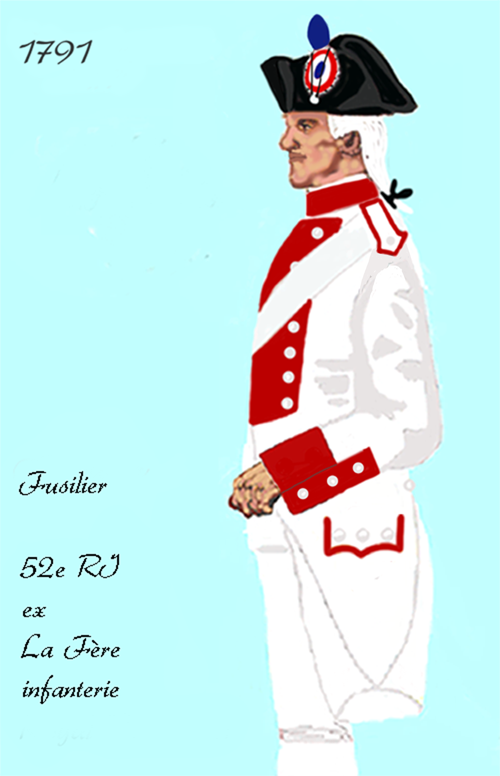
52e régiment d’infanterie de ligne de 1791 à 1795